# Шевабури
Шевабури (груз. შევაბური) — село в Кедском муниципалитете Грузии.

## География
Село находится на левом берегу реки Мериси, на расстоянии в 2 километрах от посёлка городского типа Кеда, административного центра муниципалитета. Абсолютная высота — 400 метров над уровнем моря.

## Население
По данным переписи населения 2014 года, в селе проживает 89 человек.
| Год  | Население | Мужчины | Женщины |
| ---- | --------- | ------- | ------- |
| 2002 | 112       | 58      | 54      |
| 2014 | ↘89       | 46      | 43      |